# Tulisaari (ö i Södra Savolax, Nyslott, lat 62,40, long 28,70)
Tulisaari är en ö i Finland. Den ligger i sjön Vääränselkä och i kommunen Heinävesi i den ekonomiska regionen  Nyslotts ekonomiska region  och landskapet Södra Savolax, i den sydöstra delen av landet, 300 km nordost om huvudstaden Helsingfors. Öns area är 0,7 hektar och dess största längd är 220 meter i öst-västlig riktning.